# Hypena denticulata
Hypena denticulata là một loài bướm đêm trong họ Erebidae.